# Henicospora minor
Henicospora minor är en svampart som beskrevs av P.M. Kirk & B. Sutton 1980. Henicospora minor ingår i släktet Henicospora, divisionen sporsäcksvampar och riket svampar.   Inga underarter finns listade i Catalogue of Life.